# Salvinia adnata
Salvinia adnata là một loài dương xỉ trong họ Salviniaceae. Loài này được Desv. mô tả khoa học đầu tiên năm 1827.

## Hình ảnh

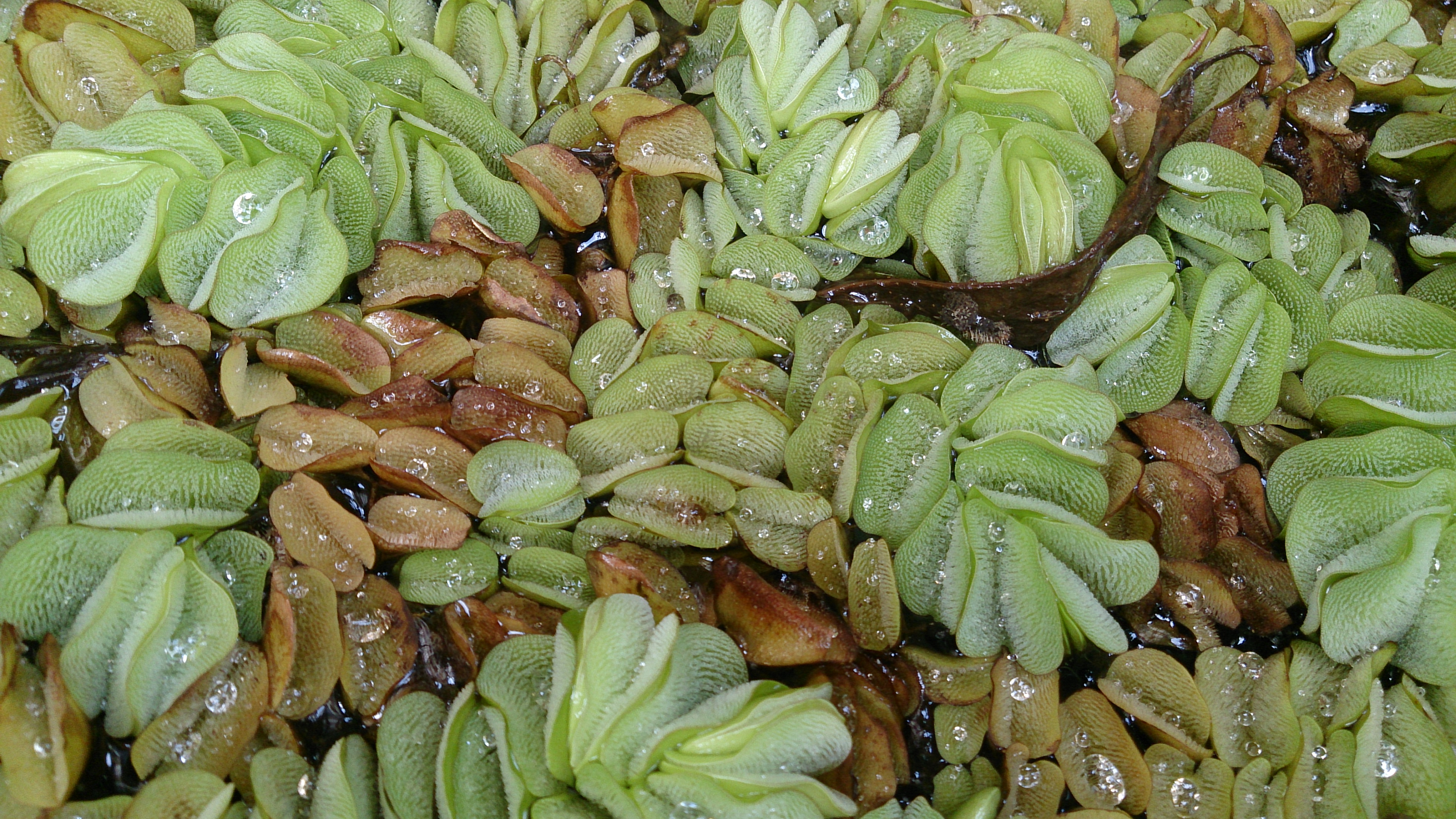
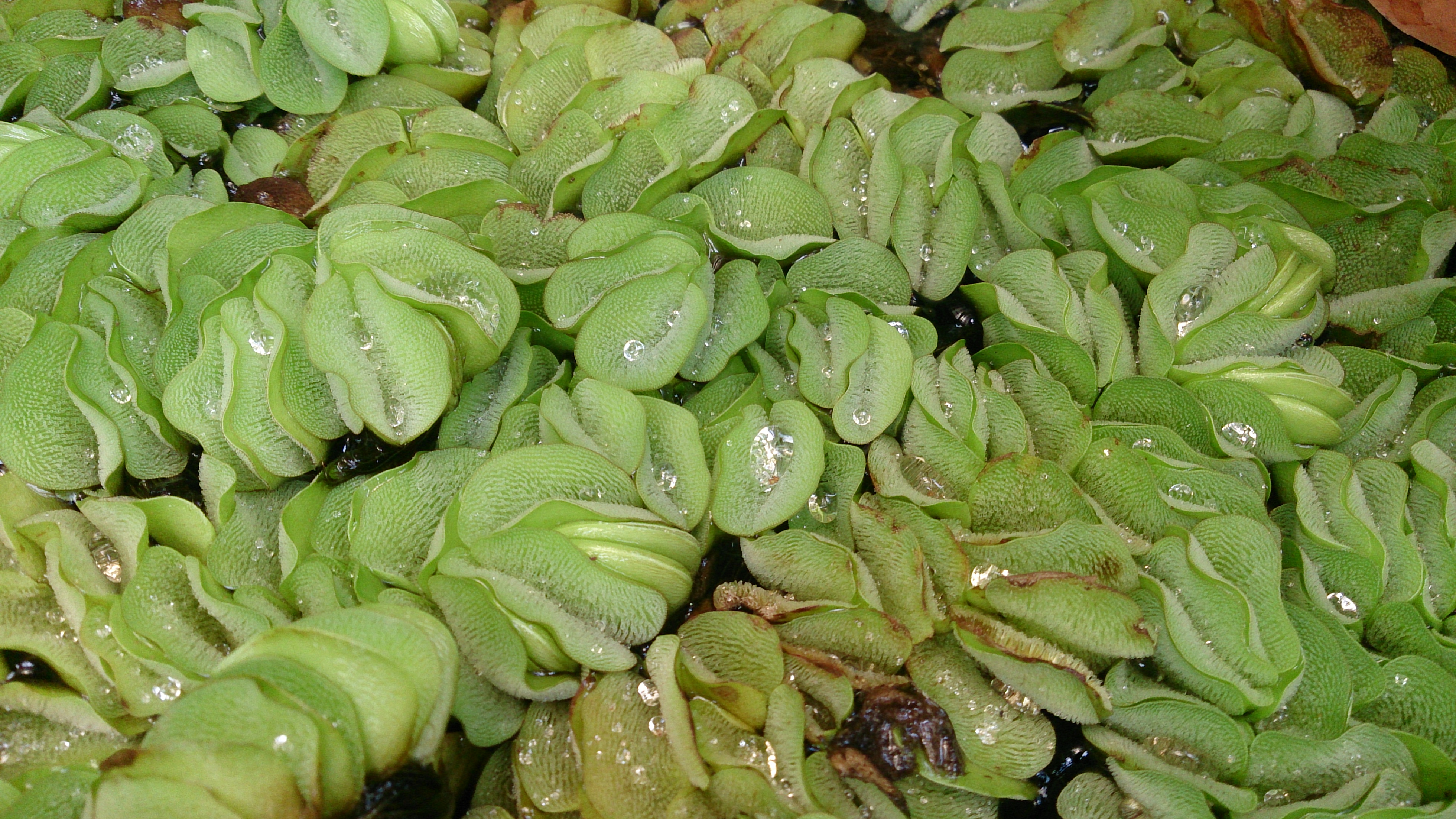